# ハラペーニョ
ハラペーニョ（スペイン語: chile Jalapeño）とはトウガラシ（C. annuum）の品種の一つ。メキシコを代表する青唐辛子である。辛さは中程度（2500-8000スコヴィル）。名称はその発祥の地といわれているベラクルス州のハラパ（Xalapa）に由来する。「ハラペノ」や「ヤラピノ」等と呼ばれた事もある。

## 利用
酢漬けなどにして市販されているが、生で食べることもできる。メキシコ料理やテクス・メクス料理で良く用いられる食材であり、多くのメキシコ料理店ではハラペーニョをタマネギやニンジンと一緒にピクルスにした「ハラペーニョ・エン・エスカベーチェ」（Jalapeño en escabeche）を注文することができる。
アメリカ合衆国でもよく普及しておりサルサに加える他、チェダーチーズなどのチーズを詰めたハラペーニョに衣をつけて揚げたハラペーニョ・ポッパー（Jalapeño Popper）などは酒のつまみとして人気がある。ホットドッグなどにつけることも多い。また、菓子や清涼飲料水のフレーバーとしても人気がある。

## ホットソースの原料
タバスコには赤と緑があるが、緑のソースはハラペーニョで作られている。熟したハラペーニョを干してから燻したものはチポトレと呼ばれる。フイフォン社のシラチャー・ソースでは、完熟の赤いハラペーニョが使われている。 

## 画像

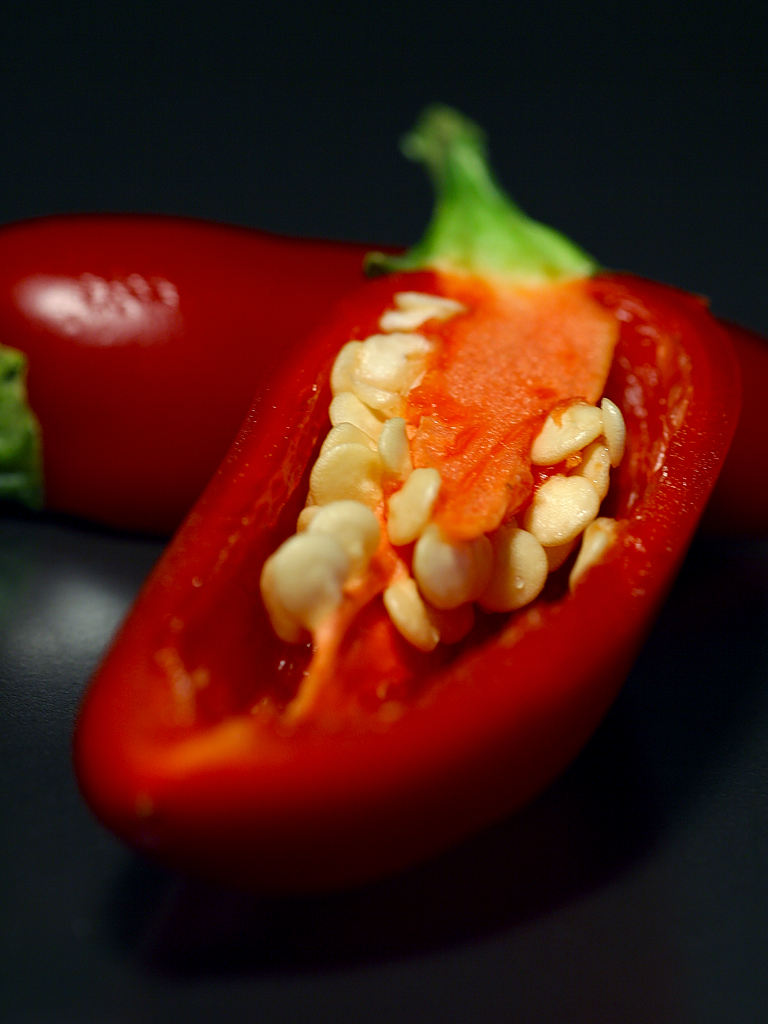
赤く熟したハラペーニョ
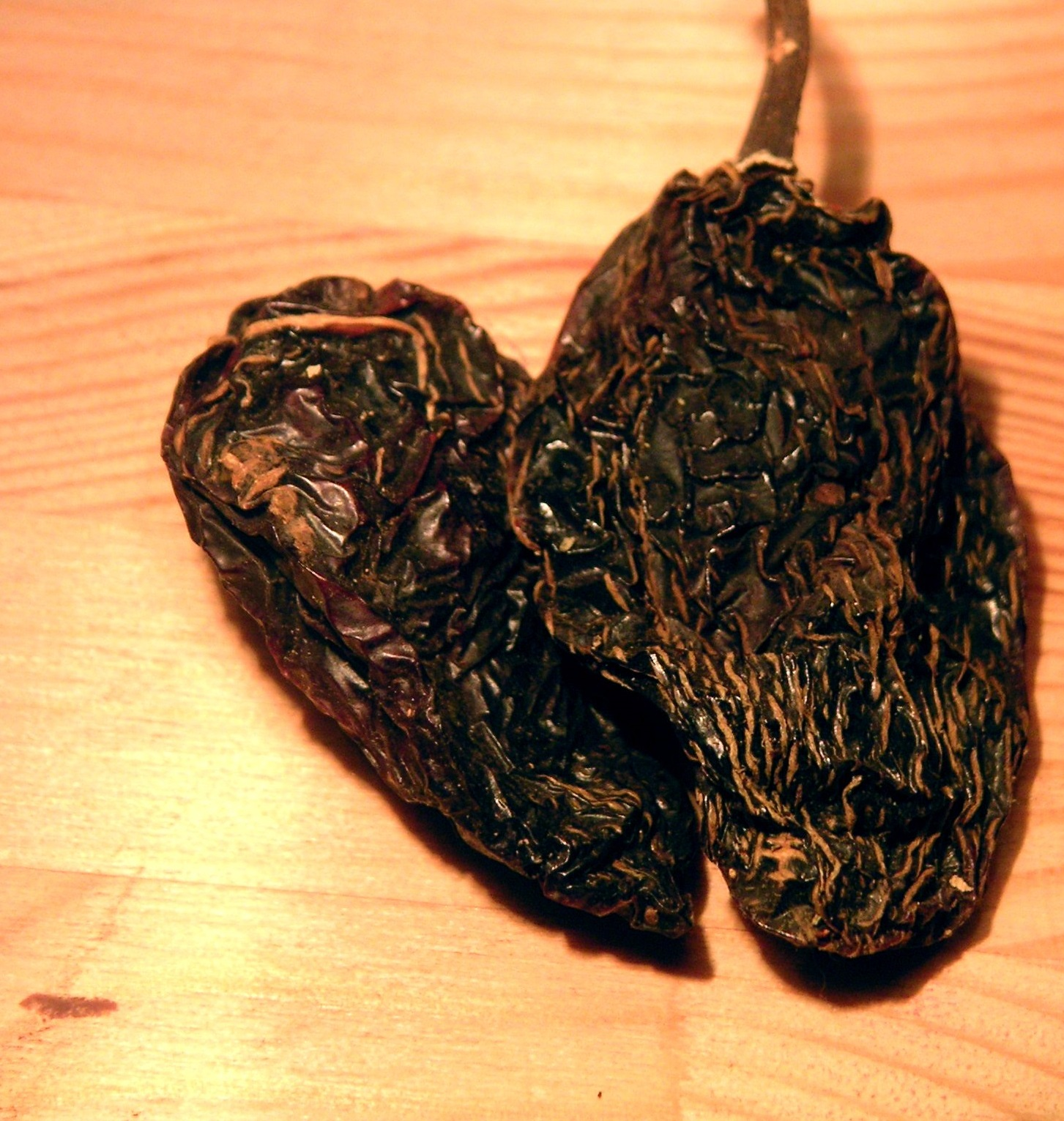
チポトレ
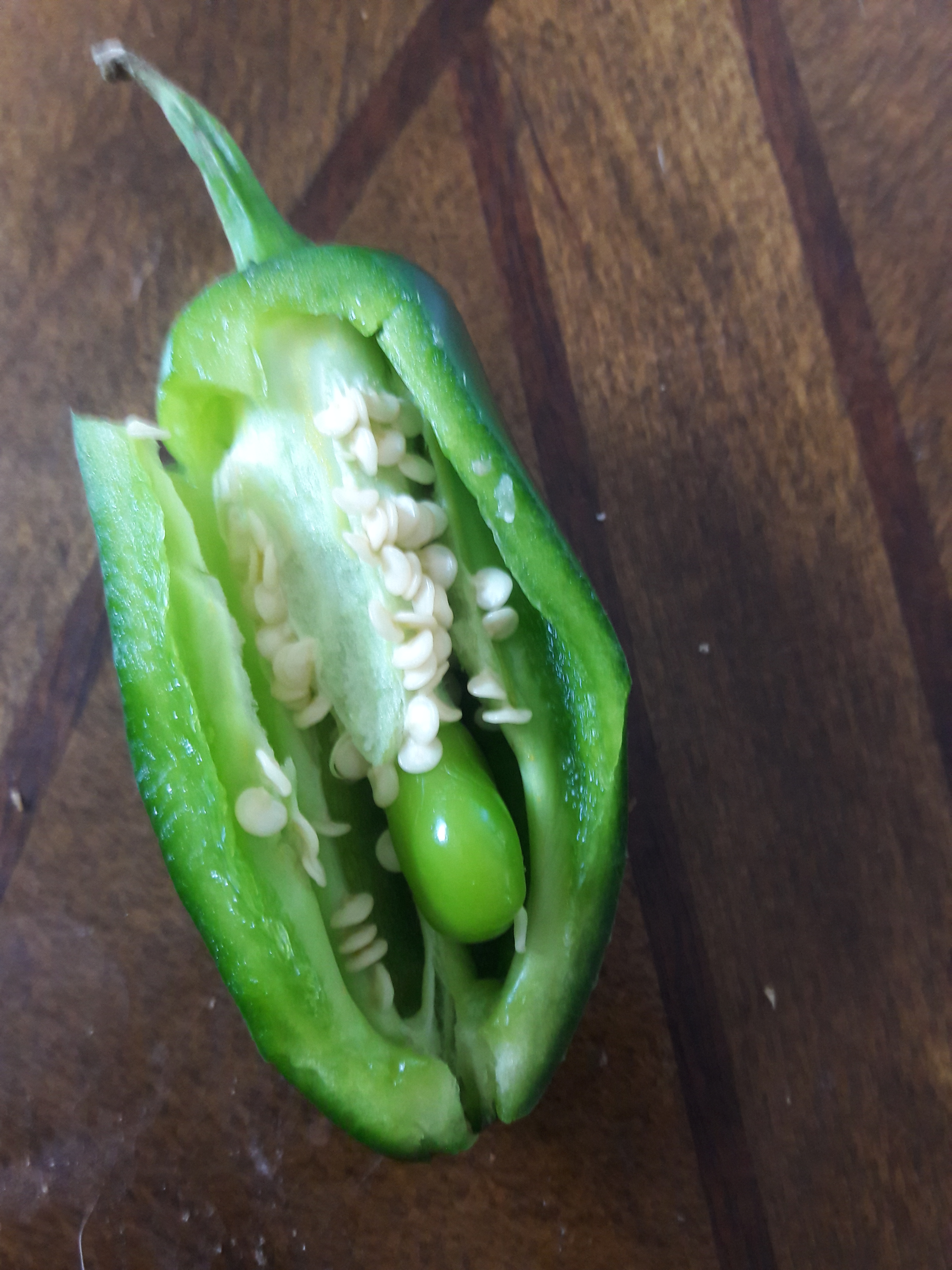
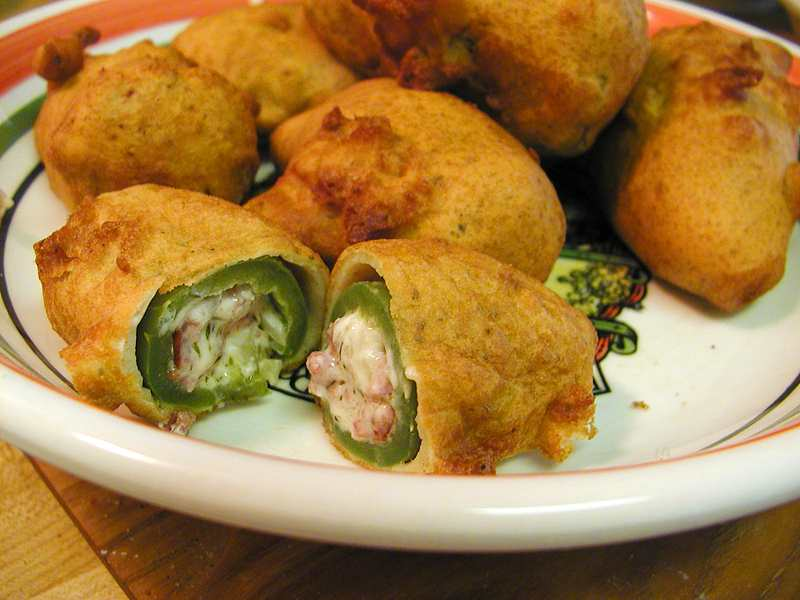
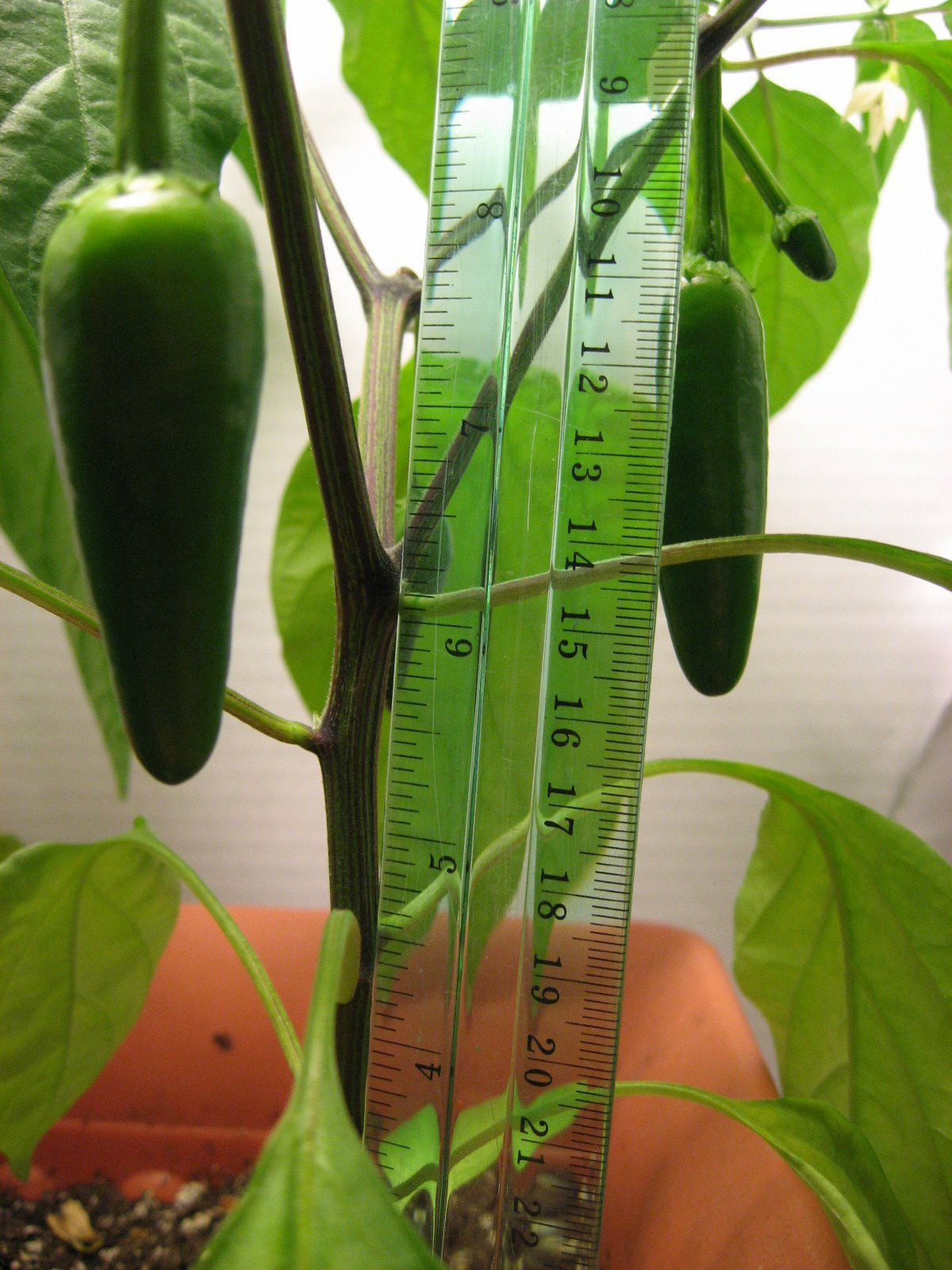